# Station Flitwick
Flitwick is een spoorwegstation van National Rail in Flitwick, Central Bedfordshire in Engeland. Het station is eigendom van Network Rail en wordt beheerd door Govia Thameslink Railway. 